# Кокпек
Кокпек (каз. Көкпек) — село в Енбекшиказахском районе Алматинской области Казахстана. Входит в состав Нуринского сельского округа. Код КАТО — 194069200.

## Население
В 1999 году население села составляло 84 человека (45 мужчин и 39 женщин). По данным переписи 2009 года, в селе проживали 74 человека (30 мужчин и 44 женщины).